# Epicypta macunai
Epicypta macunai är en tvåvingeart som beskrevs av Lane 1954. Epicypta macunai ingår i släktet Epicypta och familjen svampmyggor. Inga underarter finns listade i Catalogue of Life.